# Президијум Народне скупштине НР Црне Горе
Президијум Народне скупштине НР Црне Горе био је колективни шеф државе у Народној Републици Црној Гори од 17. априла 1945. до 4. фебруара 1953. године. Настао је трансформацијом Председништва ЦАСНО у Председништво Црногорске народне скупштине, а дефинисан је Уставом НР Црне Горе из 1947. године. Укинут је доношењем Уставног закона, након чега је функција шефа државе у НР Црној Гори пренета на функцију председника Народне скупштине.

## Историјат
На Трећем заседању Земаљског антифашистичког већа народног ослобођења Црне Горе и Боке (ЗАВНОЦГиБ) одржаном од 13. до 15. јула 1944. у Колашину ЗАВНОЦГиБ прерасло је у Црногорску антифашистичку скупштину народног ослобођења (ЦАСНО). На истом заседању изабрано је Председништво ЦАСНО, које је имало 15 чланова. Председник је био др Нико Миљанић, потпредседници: Божо Љумовић, Петар Томановић и Јован Ћетковић; секретари: Вељко Зековић и Владо Латаревић, а чланови: Иван Милутиновић, Јово Радовић, Блажо Јовановић, Пеко Дапчевић, Марија Митровић, др Мехмед Хоџић, Мирко Крџић, Михаило Грбић и Андрија Мугоша. На наредном заседању, одржаном од 15. до 17. априла 1945. ЦАСНО је прерастао у Црногорску народну скупштину, а Председништво ЦАСНО у Председништво Црногорске народне скупштине, у које су тада изабрани — председник Милош Рашовић, потпредседници: Андрија Мугоша и Јоксим Радовић; секретар Нико Павић и чланови: Милован Ђилас, Божо Љумовић, Јово Андоновић, Милоје Добрашиновић, Веселин Чуквас, Блажо Јовановић, Гавро Цемовић, Саво Челебић и Мухамед Хаџисмаилагић. Председник Предесништва био је уједно и председник Црногорске народне скупштине.
Усвајањем Закона о имену Народне Републике Црне Горе 15. фебруара 1946. Председништво Црногорске народне скупштине преименовано је у Председништво Народне скупштине. Након избора за Уставотворну скупштину НР Црне Горе, одржаних 3. новембра 1946, конституисана је Уставотворна скупштина, која је 20. новембра изабрала Президијум Уставотворне скупштине, чији је председник поново био Рашовић. Уставотворна скупштина усвојила је 31. децембра 1946. Устав Народне Републике Црне Горе којим је дефинисана улога Президијума Народне скупштине који је био колективни орган и састојао се од председника, три потпредседника, једног секретара и највише 11 чланова. Истог дана када је усвојен Устав, Президијум Уставотворне скупштине преименован је у Президијум Народне скупштине. Народна скупштина НР Црне Горе усвојила је 2. јануара 1947. Закон о Президијуму Народне скупштине НР Црне Горе.
После избора за Народну скупштину одржаних 8. октобра 1950. Народна скупштина је 6. новембра 1950. изабрала нови Президијум чији је председник био Никола Ковачевић. Након што је Народна скупштина ФНРЈ 13. јануара 1953. усвојила Уставни закон о основама друштвеног и политичког уређења ФНРЈ, којим је између осталог укинут Президијум Народне скупштине ФНРЈ, Народна скупштина НР Црне Горе је 4. фебруара 1953. усвојила Уставни закон о основама друштвеног и политичког уређења НР Црне Горе којим је укинут Президијум Народне скупштине Црне Горе.
| Преглед председништава ЦАСНО-а, Црногорске народне скупштине, Уставотворне скупштине и Народне скупштине НР Црне Горе од 1944. до 1953. | Преглед председништава ЦАСНО-а, Црногорске народне скупштине, Уставотворне скупштине и Народне скупштине НР Црне Горе од 1944. до 1953. | Преглед председништава ЦАСНО-а, Црногорске народне скупштине, Уставотворне скупштине и Народне скупштине НР Црне Горе од 1944. до 1953. | Преглед председништава ЦАСНО-а, Црногорске народне скупштине, Уставотворне скупштине и Народне скупштине НР Црне Горе од 1944. до 1953. | Преглед председништава ЦАСНО-а, Црногорске народне скупштине, Уставотворне скупштине и Народне скупштине НР Црне Горе од 1944. до 1953. | Преглед председништава ЦАСНО-а, Црногорске народне скупштине, Уставотворне скупштине и Народне скупштине НР Црне Горе од 1944. до 1953. | Преглед председништава ЦАСНО-а, Црногорске народне скупштине, Уставотворне скупштине и Народне скупштине НР Црне Горе од 1944. до 1953. | Преглед председништава ЦАСНО-а, Црногорске народне скупштине, Уставотворне скупштине и Народне скупштине НР Црне Горе од 1944. до 1953. |
| скупштина | сазив | назив | почетак мандата | крај мандата | трајање мандата | напомена | реф. |
| --- | --- | --- | --- | --- | --- | --- | --- |
| ЦАСНО 1944—1945. | Треће заседање | Председништво ЦАСНО | 15. јул 1944. | 15. април 1945. | 275 дана | | [ 1 ] [ 2 ] |
| Црногорска народна скупштина 1945—1946.                                                                                                 | — | Председништво Црногорске народне скупштине                                                                                              | 15. април 1945. | 15. фебруар 1946. | 1 година, 218 дана | Председништво Црногорске народне скупштине је 15. фебруара 1946. преименовано у Председништво Народне скупштине                         | [ 3 ] [ 4 ] |
| Народна скупштина НР Црне Горе 1946. | — | Председништво Народне скупштине НР Црне Горе                                                                                            | 15. фебруар 1946. | 20. новембар 1946. | 1 година, 218 дана | Председништво Црногорске народне скупштине је 15. фебруара 1946. преименовано у Председништво Народне скупштине                         | [ 3 ] [ 4 ] |
| Уставотворна скупштина 1946. | — | Президијум Уставотворне скупштине | 20. новембар 1946. | 31. децембар 1946. | 3 године, 351 дан | Президијум Уставотворног сабора је 18. фебруара 1947. преименован у Президијум Сабора                                                   | |
| Народна скупштина НР Црне Горе 1946—1953.                                                                                               | 1 сазив 1945—1950. | Президијум Народне скупштине НР Црне ГореХрватске                                                                                       | 31. децембар 1946. | 6. новембар 1950. | 3 године, 351 дан | Президијум Уставотворног сабора је 18. фебруара 1947. преименован у Президијум Сабора                                                   | |
| Народна скупштина НР Црне Горе 1946—1953.                                                                                               | 2 сазив 1950—1953. | Президијум Народне скупштине НР Црне ГореХрватске                                                                                       | 6. новембар 1950. | 4. фебруар 1953. | 2 године, 62 дана | | |
| Подебљани су датуми када је вршен избор Председништва, односно Президијума                                                              | | | | | | | |

## Председници
| Сазив скупштине | Број | Име и презиме    | Животни век | Мандат             | Мандат             | Трајање мандата    | Назив функције                                             | Реф.        |
| Сазив скупштине | Број | Име и презиме    | Животни век | Почетак            | Крај               | Трајање мандата    | Назив функције                                             | Реф.        |
| --------------- | ---- | ---------------- | ----------- | ------------------ | ------------------ | ------------------ | ---------------------------------------------------------- | ----------- |
| —               | 1    | Нико Миљанић     | 1892—1957.  | 15. јул 1944.      | 15. април 1945.    | 274 дана           | Председник Председништва ЦАСНО                             | [ 1 ] [ 2 ] |
| —               | 2    | Милош Рашовић    | 1893—1988.  | 15. април 1945.    | 15. фебруар 1946.  | 5 година, 205 дана | Председник Председништва Црногорске народне скупштине      | [ 3 ] [ 4 ] |
| —               | 2    | Милош Рашовић    | 1893—1988.  | 15. фебруар 1946.  | 20. новембар 1946. | 5 година, 205 дана | Председник Председништва Народне скупштине НР Црне Горе    |             |
| 1946—1950.      | 2    | Милош Рашовић    | 1893—1988.  | 20. новембар 1946. | 31. децембар 1946. | 5 година, 205 дана | Председник Президијума Уставотворне скупштине НР Црне Горе |             |
| 1946—1950.      | 2    | Милош Рашовић    | 1893—1988.  | 31. децембар 1946. | 6. новембар 1950.  | 5 година, 205 дана | Председник Президијума Народне скупштине НР Црне Горе      |             |
| 1950—1953.      | 3    | Никола Ковачевић | 1890—1964.  | 6. новембар 1950.  | 4. фебруар 1953.   | 2 године, 90 дана  | Председник Президијума Народне скупштине НР Црне Горе      |             |

## Чланови
| Списак чланова Председништва ЦАСНО и Црногорске народне скупштине и Президијума Уставотворне скупштине и Народне скупштине НР Црне Горе | Списак чланова Председништва ЦАСНО и Црногорске народне скупштине и Президијума Уставотворне скупштине и Народне скупштине НР Црне Горе | Списак чланова Председништва ЦАСНО и Црногорске народне скупштине и Президијума Уставотворне скупштине и Народне скупштине НР Црне Горе | Списак чланова Председништва ЦАСНО и Црногорске народне скупштине и Президијума Уставотворне скупштине и Народне скупштине НР Црне Горе | Списак чланова Председништва ЦАСНО и Црногорске народне скупштине и Президијума Уставотворне скупштине и Народне скупштине НР Црне Горе | Списак чланова Председништва ЦАСНО и Црногорске народне скупштине и Президијума Уставотворне скупштине и Народне скупштине НР Црне Горе | Списак чланова Председништва ЦАСНО и Црногорске народне скупштине и Президијума Уставотворне скупштине и Народне скупштине НР Црне Горе | Списак чланова Председништва ЦАСНО и Црногорске народне скупштине и Президијума Уставотворне скупштине и Народне скупштине НР Црне Горе |
| Број | Име и презиме | Председништво ЦАСНО | Председништво Црногорске народне скупштине и Председништво Народне скупштине НР Црне Горе                                               | Президијум Уставотворне скупштине и Президијум Народне скупштине НР Црне Горе (1 сазив)                                                 | Президијум Народне скупштине НР Црне Горе (2 сазив)                                                                                     | Напомене | Реф. |
| Број | Име и презиме | 15. јул 1944 — 15. април 1945. | 15. април 1945 — 20. новембар 1946. | 20. новембар 1946 — 6. новембар 1950.                                                                                                   | 6. новембар 1950 — 4. фебруар 1953. | Напомене | Реф. |
| --- | --- | --- | --- | --- | --- | --- | --- |
| | Владо Божовић (1915—2010) | — | — | члан | | | [ 5 ] |
| | Јакша Брајовић (1894—1965) | — | — | члан | | | [ 5 ] |
| | Михаило Грбић (1902—1976) | члан | — | — | | | [ 2 ] |
| | Пеко Дапчевић (1913—1999) | члан | — | — | | | [ 2 ] |
| | Милоје Добрашиновић (1898—1970) | — | члан | — | | | [ 4 ] |
| | Милован Ђилас (1911—1995) | — | члан | члан | | | [ 4 ] [ 5 ] |
| | Вељко Зековић (1906—1985) | секретар | — | — | | | [ 2 ] |
| | Душан Ивовић (1896—1959) | — | — | члан | | | [ 5 ] |
| | Блажо Јовановић (1907—1976) | члан | члан | члан | | | [ 2 ] [ 4 ] [ 5 ] |
| | Радомир Коматина (1922—1987) | — | — | члан | | | [ 5 ] |
| | Петар Комненић (1995—1957) | — | — | члан | | | [ 5 ] |
| | Мирко Крџић (1904—1950) | члан | — | — | | | [ 2 ] [ 4 ] |
| | Владо Лазаревић (1897—1980) | секретар | — | члан | | | [ 2 ] [ 5 ] |
| | Божо Љумовић (1896—1986) | потпредседник | члан | — | | | [ 2 ] [ 4 ] |
| | Ћамил Меховић (1914—) | — | — | члан | | | [ 5 ] |
| | Иван Милутиновић (1901—1944) | члан | — | — | — | Погинуо 23. октобра 1944. на Дунаву, код Београда                                                                                       | [ 2 ] |
| | Нико Миљанић (1892—1957) | председник | — | — | | | [ 2 ] |
| | Марија Митровић (1881—1975) | члан | — | — | | | [ 2 ] |
| | Андрија Мугоша (1910—2006) | члан | потпредседник | потпредседник | | | [ 2 ] [ 4 ] [ 5 ] |
| | Јефто Павић (1897—1995) | члан | — | — | — | | [ 2 ] |
| | Нико Павић (1905—1987) | — | секретар | члан | | | [ 4 ] [ 5 ] |
| | Мато Петровић (1912—1982) | — | — | члан | | | [ 5 ] |
| | Јово Радовић (1890—1956) | члан | члан | члан | | | [ 2 ] [ 4 ] [ 5 ] |
| | Јоксим Радовић (1886—1973) | — | потпредседник | потпредседник | | | [ 4 ] [ 5 ] |
| | Милош Рашовић (1893—1988) | — | председник | председник | | | [ 4 ] [ 5 ] |
| | Петар Томановић (1903—1971) | потпредседник | — | — | | | [ 2 ] |
| | Јован Ћетковић (1889—1963) | потпредседник | — | — | | | [ 2 ] |
| | Мухамед Хаџисмајиловић | — | члан | — | | | [ 4 ] |
| | Мехмед Хоџић (1915—) | члан | — | — | | | [ 2 ] |
| | Гавро Цемовић | — | члан | — | | | [ 4 ] |
| | Саво Челебић (1879—1955) | члан | члан | — | | | [ 2 ] [ 4 ] |
| | Веселин Чуквас (1907—1987) | — | члан | — | | | [ 4 ] |